# Эстрадиол/дидрогестерон
Эстрадиол/дидрогестерон — комбинированный эстрогенно-прогестангенный препарат, который используется в заместительной гормональной терапии, для лечения и предотвращения приливов и остеопороза у женщин в постменопаузе, которые подвержены высокому риску переломов.
Выпускается под торговой маркой Фемостон. В самой распространённой дозировке одна таблетка содержит 1 мг эстрадиола-полугидрата и 10 мг дидрогестерона.
Яичники с возрастом постепенно производят всё меньше и меньше эстрадиола в период до менопаузы, и в результате уровень эстрадиола в крови снижается. Снижение уровня эстрадиола может вызвать неприятные симптомы, такие как нерегулярные месячные, приливы, ночная потливость, перепады настроения, сухость или зуд влагалища.
Эстрадиол-полугидрат стимулирует рост слизистой оболочки матки (эндометрия), но если этот рост не сдерживать — возникает риск рака. Дидрогестерон применяется, чтобы противодействовать воздействию эстрогена на слизистую оболочку матки и снизить риск рака.